# آنا غرين وينسلو
آنا غرين وينسلو (بالإنجليزية: Anna Green Winslow)‏ هي كاتبة يوميات أمريكية، ولدت في 29 نوفمبر 1759، وتوفيت في 19 يوليو 1780.